# Gaspar Miró i Lleó
Gaspar Miró i Lleó (Vilanova i la Geltrú, 2 de març de 1859 - Barcelona, 29 de setembre de 1930) fou un pintor català.

## Biografia
Cursà el seu primer ensenyament a l'escola del mestre Francesc Bonet Espasa. Treballà durant la seva joventut a la litografia Hurtado i assistí a l'acadèmia vilanovina de pintura i dibuix de Joan Ferrer Miró. Anys més tard, es traslladà a Barcelona on estudià a la Llotja i fou deixeble de Ramon Amadoperò també tingué com a professors a Claudi Lorenzale, Lluís Rigalt i Antoni Caba. Residí a París (1884 - 1886) i allí freqüentar en diverses acadèmies lliures i tornà convertit en pintor de natures mortes.
El 1886 s'instal·là de nou a Vilanova i va ser professor de l'Escola d'Arts i Oficis de la ciutat, creada aquell mateix any, on treballà durant 10 anys però acacabà dimitint com a conseqüència d'un canvi en l'organització dels estudis i per a dedicar-se plenament a la pintura on, deslligat dels compromisos professionals va poder, el 1899, presentar una selecció d'obres a la Sala Parésde Barcelona. Un cop acabada l'exposició marxà, el febrer de 1901, amb la família (la seva dona i els tres fills) a París. En el seu taller, prop del parc de Luxemburg, realitzà vistes urbanes, del mateix parc i pintura a l'aire lliure, obres que van tenir un gran èxit entre els marxants. Un any i mig més tard va haver de tornar a Catalunya per motius de salut però malgrat va fixar la seva residència a Barcelona va seguir treballant com a pintor. Aquesta producció la dividia en dos i puna part considerable l'enviava als seus marxants de París i una altra part la destinava a la Sala Parés, on va tornar a exposar el novembre de 1903.
Un cop va recuperar la salut va tornar cap a París amb l'anhel de posicionar-se dins el món de l'art. El 1904 exposà amb èxit de vendes per primera vegada a l'Hotel Drouot i ho feu així entre aquell any i el 1914. Fou un pintor popular el qual la premsa qualificà de "peintre de la rue" i l'ajuntament de París li concedí el títol honorífic de "peintre de la ville de Paris" on el prefecte li lliurà una credencial que l'autoritzava a plantar el cavallet en qualsevol indret de la ciutat, fins i tot als balcons dels edificis oficials.
També pintà, esporàdicament, a Venècia (1909 i 1911) i Brussel·les (1913)(per exemple en aquest cas fou cridat per a plasmar els millors indrets de la ciutat). El 1914, fugint de la I Guerra Mundial s'instal·là a Lió on continuà la producció artística fins que el 1927 retornà a Catalunya malgrat que la majoria de les obres les remetia a París.
Tal com cita Francesc X. Puig del crític Sebastià Gasch "Gaspar Miró és un dels pintors catalans que aconseguí triomfar a París i que és gairebé desconegut a la seva terra".
El 1959 el Foment Vilanoví dedicà una exposició antològica a la seva obra i actualment la Biblioteca Museu Víctor Balaguer disposa d'algunes obres de l'autor.